# 博覽線
博覽線（英語：Expo Line）是加拿大卑詩省大溫哥華地區架空列車系統的第一條路線，連接溫哥華、本拿比、新西敏和素里，在路線圖上以 藍色顯示。本線隸屬運輸聯線，並由承包商卑詩捷運公司（British Columbia Rapid Transit Company）營運。
博覽線於1985年通車，直到2002年為止一直是架空列車唯一一條路線，所以在這17年間本線一直只是稱為「架空列車」，並沒有特別路綫名稱。千禧線於2002年通車後，本線改稱博覽線以資識別，命名來源是當年溫哥華舉行的1986年世界博覽會。博覽線的每日載客量於2003年達16萬人次，預料到2010年將上升至21萬人次。

## 走線
博覽線於溫哥華市中心介乎濱海站和體育館－華埠站的路段是採地下運行。這條隧道原屬加拿大太平洋鐵路，連接其位於布勒内灣沿岸的主鐵路綫和其位於福溪沿岸的車廠。介乎體育館－華埠站和新西敏站的路段主要採高架橋運行，但介乎納奈莫站和載絲－哥靈活站的路段以及本拿比愛德蒙斯站近車廠一帶的路段則於地面運行。另外，介乎納奈莫站和新西敏站的路段是沿用前卑詩電力鐵路公司連接溫哥華和新西敏的城際電車所使用的走線。
介乎新西敏站和哥倫比亞站的一小段路程於地下運行，而博覽線離開哥倫比亞站後則分成兩條支線。一條支線沿與加拿大國家鐵路和BNSF鐵路軌道平行的走線穿越二埠東部後進入高貴林，跨越橫加公路後抵達洛歇鎮中心站，隨後再沿洛歇公路前往終點站生產路－大學站。另一條支線則沿天空之橋跨越菲沙河，抵達對岸的素里後採高架橋通往終點站加皇佐治站。路軌在加皇佐治站後繼續向東伸延約一個街口，留予日後博覽線東延之用；現時則用來停泊暫停服務的列車。
博覽線上有兩處地方可供日後興建車站。京士威道和界限道（Boundary Road，即溫哥華和本拿比市界）交界一帶原本計劃興建一系列辦公大樓，當局因此在載絲－哥靈活站和柏德遜站之間預留空間設站，但當地除了卑詩電訊（現研科）的辦公大樓外並沒有實現其他大型建築，車站項目因此告吹。此外，當局亦曾計劃在新西敏東部哥倫比亞站與薩珀頓站之間設置活倫士站（Woodlands Station），與前卑詩監獄的荒廢用地一起發展。然而，該發展項目一再拖延，活倫士站亦擱置興建。

## 歷史

### 背景及早期規劃

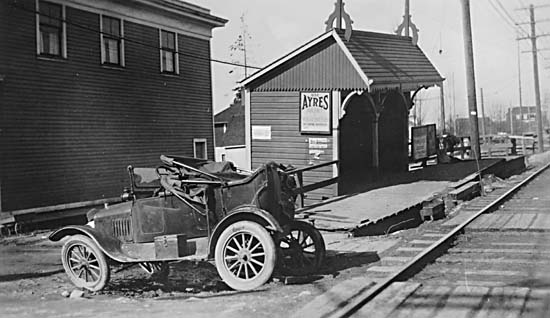
中央公園市際電車線的走線後來成為架空列車首期路段的一部分；圖為中央公園電車線哥靈活站一景（攝於1930年代）

溫哥華市内的有軌電車系統於1890年開通，而連接溫市和新西敏的中央公園市際電車線（Central Park interurban）則於1891年通車。踏入1940年代，電車線營運商卑詩電力鐵路公司（British Columbia Electric Railway）開始淘汰有軌電車並改為派遣巴士行駛公共交通路線：中央公園市際電車線從1953年至1954年間分階段停駛；溫哥華市内的最後一條有軌電車線於1955年停駛；而連接馬寶區和史提夫斯頓的市際電車線則於1958年停駛，為大溫哥華地區的有軌電車服務劃上句號。
1960年代，各級政府開始研究在溫哥華市内興建高速公路。然而，計劃惹來沿線大批居民反對，方案亦最終作罷。為了應付區内的交通流量，大溫哥華區域局於1975年發表的《宜居地區1976/1986》報告（The Livable Region 1976/1986）中提出取道已停駛的中央公園市際電車線走線興建輕鐵系統，連接溫哥華市中心和溫市東區、本拿比南區和新西敏，並於新西敏東部分成兩條支線，分別前往高貴林和素里。項目於1980年代初轉交卑詩省政府發展；卑詩省政府並與當時安大略省政府轄下的市區運輸開發公司（Urban Transportation Development Corporation，UTDC）達成協議，將大溫哥華軌道交通系統從路面輕鐵改為由該公司開發、以直線電動機驅動並可以採用無人駕駛方式運行的中型載客量捷運系統。

### 中型載客量系統示範線
為了讓當局確定捷運車站所需的器材和設施，以及讓承建商在捷運主體項目展開前先熟習建築工序，卑詩省政府、溫哥華市政府和UTDC決定在溫哥華市内緬街夾總站大道（Terminal Avenue）一帶率先興建一條1公里長的示範線連車站。車站於1982年5月動工，當時預定於同年12月完工；示範線和車站則於1983年夏季期間對外開放。
示範線的高架橋設有兩組路軌，只有一組由兩卡車組成的列車運行。乘客在北面月台（即現時的西行線月台）上車後，列車便會向東駛往高架橋的盡頭，再掉頭駛回車站。由於示範線沒有裝置轉轍器，列車只是反覆在同一組路軌上運行。另外，一輛車卡的實物模型則擺放於南面月台（即現時的東行線月台）。列車和實物模型的設計皆與正式投入生産的Mark I列車有所出入；而示範線列車現時的去向則不明。
示範線路軌後來成為架空列車首期路段的一部分，而車站則改建成現時的緬街－科學世界站。由於該站的前身是一個示範車站，其設計也與後來博覽線工程期間所興建的車站有所分別，而該站看起來也比博覽線其他車站較舊。示範線的高架橋在千禧線工程期間進行了翻新改進，以支持較重的MK II系列車。

### 正式營運路線

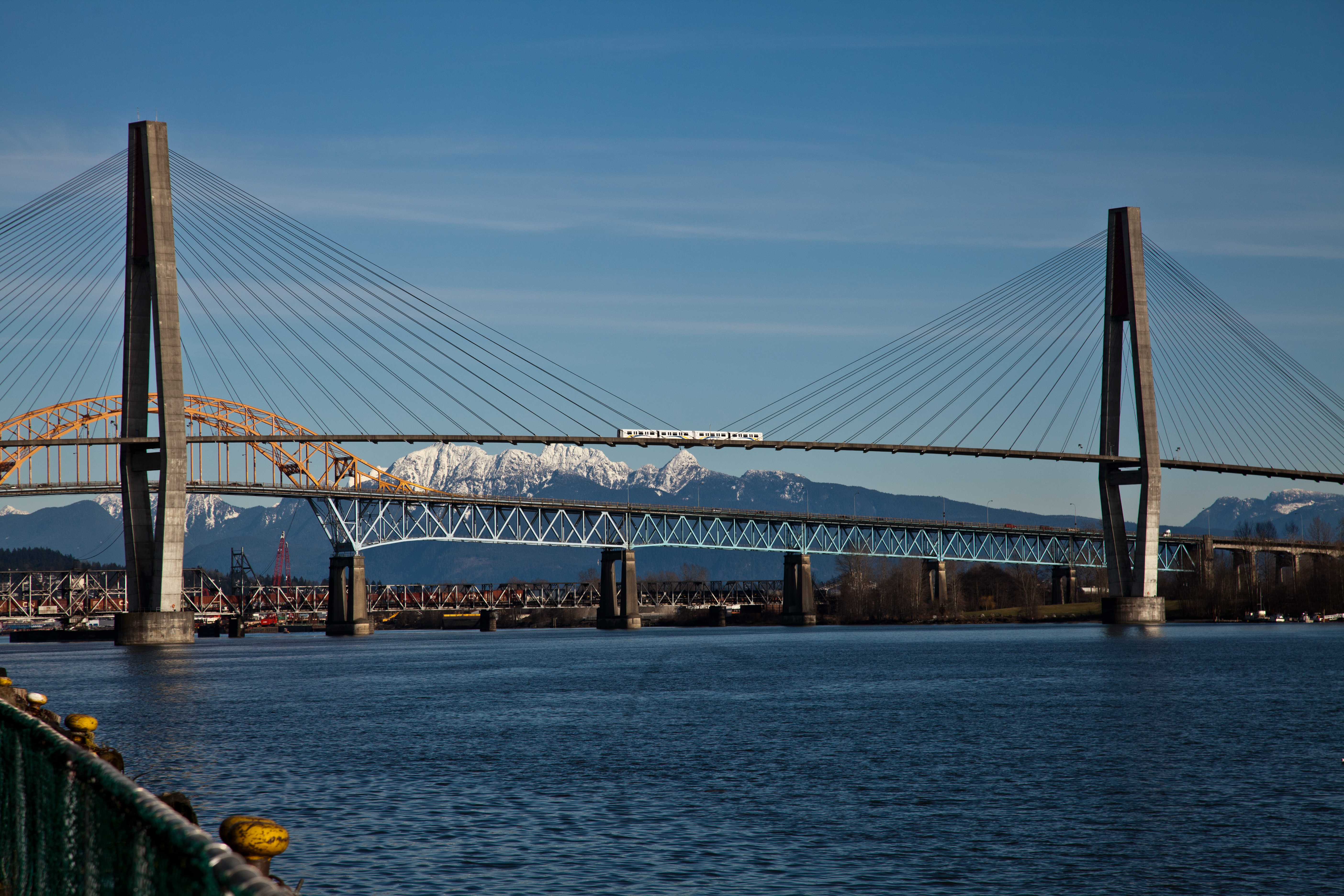
架空列車於1990年沿天空之橋橫跨菲沙河伸延至素里

介乎溫市中心及新西敏的溫哥華地區捷運項目於1982年3月1日動工，耗資8億5400萬元（1986年計算），1985年12月11日開幕，並於同日正式改稱「架空列車」。開幕後架空列車進行了為期八天的試運階段，讓公眾免費試搭，再於1986年1月3日正式展開收費服務，1986年世界博覽會舉行期間另設專車連接分別位於加拿大廣場和福溪畔的兩個會場。龐巴迪公司後來收購了UTDC，並將ICTS技術重新包裝為先進捷運系統。
架空列車首期路段開通後，當局開始規劃通往高貴林和素里的延線。然而，高貴林延線因其擬定走線受沿線居民反對而擱置，當局亦改為專注發展素里延線。本線於1989年從新西敏站伸延至哥倫比亞站，1990年沿為架空列車專設的天空之橋橫跨菲沙河伸延至素里的史葛路站，再於1994年延至加皇佐治站。
千禧線2002年通車後的14年間，介乎濱海站和哥倫比亞站之間的路軌由博覽線和千禧線共同使用。隨著千禧線的長青延線於2016年12月2日通車，運輸聯線率先於同年10月22日重組架空列車網絡，博覽線取消上述與千禧線的共構運行安排並新增一條支線，經原屬千禧線的路軌從哥倫比亞站伸展至生產路－大學站；原有通往加皇佐治站的素里支線則照舊行駛。

## 車站
|        |  |  | 車站英文名稱 | 車站中文譯名     | 所在城鎮          | 車站接駁                                       | 啟用日期       |               |
| ------ |  |  | ------------ | ---------------- | ----------------- | ---------------------------------------------- | -------------- | ------------- |
| 博覽線 |  |  |              |                  |                   |                                                |                |               |
|        |  |  |              | 濱海站           | 溫哥華            | 加拿大線 西岸快車 海上巴士 R5 喜士定街特急巴士 | 1985年12月11日 |               |
|        |  |  |              | 布勒站           | 溫哥華            | R5 喜士定街特急巴士                            | 1985年12月11日 |               |
|        |  |  |              | 固蘭湖站         | 溫哥華            |                                                | 1985年12月11日 |               |
|        |  |  |              | 體育館－華埠站   | 溫哥華            |                                                | 1985年12月11日 |               |
|        |  |  |              | 緬街－科學世界站 | 溫哥華            |                                                | 1985年12月11日 |               |
|        |  |  |              | 金馬素－百老匯站 | 溫哥華            | 千禧線                                         | 1985年12月11日 |               |
|        |  |  |              | 納奈莫站         | 溫哥華            |                                                | 1985年12月11日 |               |
|        |  |  |              | 29街站           | 溫哥華            |                                                | 1985年12月11日 |               |
|        |  |  |              | 載絲－哥靈活站   | 溫哥華            | R4 41街特急巴士                                | 1985年12月11日 |               |
|        |  |  |              | 柏德遜站         | 本拿比            |                                                | 1985年12月11日 |               |
|        |  |  |              | 鐵道鎮站         | 本拿比            |                                                | 1985年12月11日 |               |
|        |  |  |              | 皇家橡樹站       | 本拿比            |                                                | 1985年12月11日 |               |
|        |  |  |              | 愛德蒙斯站       | 本拿比            |                                                | 1985年12月11日 |               |
|        |  |  |              | 22街站           | 二埠              |                                                | 1985年12月11日 |               |
|        |  |  |              | 新西敏站         | 二埠              |                                                | 1985年12月11日 |               |
|        |  |  |              | 哥倫比亞站       | 二埠              |                                                | 1989年2月14日  |               |
|        |  |  |              | 哥倫比亞站       | 二埠              |                                                | 1989年2月14日  |               |
|        |  |  |              | 薩珀頓站         | 二埠              |                                                | 2002年1月5日   |               |
|        |  |  |              | 布雷德站         | 二埠              |                                                | 2002年1月5日   |               |
|        |  |  |              | 洛歇鎮中心站     | 本拿比            | 千禧線                                         | 2002年8月31日  |               |
|        |  |  |              | 生產路－大學站   | 本拿比            | 千禧線                                         | 2002年8月31日  |               |
|        |  |  |              | 史葛路站         | R6 史葛路特急巴士 | 素里                                           |                | 1990年3月16日 |
|        |  |  |              | 門廊站           |                   | 素里                                           | 1994年3月28日  |               |
|        |  |  |              | 素里中央站       |                   | 素里                                           | 1994年3月28日  |               |
|        |  |  |              | 喬治國王站       |                   | 素里                                           | 1994年3月28日  |               |

## 日後發展
卑詩省政府在2021年落實興建全長16公里的博覽線延線。新延線將由現時素里市加皇佐治站開始，途經菲沙公路伸延至蘭里市。預料新延線將於2024年動工，2028年通車。

## 外部連結
- （英文）運輸聯線官方網站 架空列車博覽線頁面 （页面存档备份，存于）